# Prasad Gallela
Prasad Gallela (ur. 7 kwietnia 1962 w Adoni) – indyjski duchowny rzymskokatolicki, w latach 2008-2018 biskup Cuddapah.

## Życiorys

### Prezbiterat
Święcenia kapłańskie przyjął 1 marca 1989 i został inkardynowany do diecezji Kurnool. Był m.in. ojcem duchownym Legionu Maryi, proboszczem w Koilakuntli oraz ojcem duchownym seminarium w Kondadabie.

### Episkopat
31 stycznia 2008 papież Benedykt XVI mianował go biskupem Cuddapah. Sakry biskupiej udzielił mu 1 marca 2008 w Cuddapah abp Marampudi Joji.

### Kontrowersje
W czerwcu 2018 grupa ludzi oskarżyła Gallelę o potajemne posiadanie żony i 18-letniego syna oraz o przywłaszczanie sobie pieniędzy diecezjalnych i przeznaczanie ich na swoich krewnych. Biskup w odpowiedzi na zarzuty przekonywał, że kobieta uznana za jego żonę w rzeczywistości była małżonką jego zmarłego brata. Jednakże w wyniku tegoż skandalu papież Franciszek 10 grudnia 2018 przyjął rezygnację bp. Galleli z urzędu biskupiego.